# Le Seure
Le Seure är en kommun i departementet Charente-Maritime i regionen Nouvelle-Aquitaine i västra Frankrike. Kommunen ligger  i kantonen Burie som ligger i arrondissementet Saintes. År 2022 hade Le Seure 275 invånare.

## Befolkningsutveckling
Antalet invånare i kommunen Le Seure
Referens:INSEE